# Das rosa Pantöffelchen (1913)
Das rosa Pantöffelchen ist ein deutsches Stummfilmlustspiel aus dem Jahre 1913 von Franz Hofer.

## Handlung
Die junge Gräfin Lo ist ein übermütiger Wildfang und kesser Backfisch, der auf die von ihren Eltern eingeforderte Etikette pfeift: Sie klettert auf Bäume, tanzt mit Bauernburschen, lässt sich lustige Streiche am laufenden Bande einfallen und treibt somit ihre Eltern durch ihr unstandesgemäßes und als unpassend empfundenes Verhalten langsam aber sicher zur Verzweiflung. Bei einer Landpartie macht Lo die Bekanntschaft eines Fürsten, ohne zu ahnen, welchen adeligen Rang der fesche, junge Mann bekleidet. Der aber findet den jungen Wildfang bezaubernd und lässt ihr von seinem Hofmarschall eine Einladung zum anstehenden Hofball übermitteln. Eigentlich hat das Mädchen überhaupt kein Interesse daran und möchte lieber mit ihrem Mops spielen. 
Doch ihre Eltern verdonnern Lo dazu, diese Einladung anzunehmen. Gerade angekommen, geht sie erst einmal in ein Nebenzimmer, um die engen Schuhe abzustreifen, da ihre Füße schmerzen. Dort trifft sie auf den Fürsten, den sie noch immer nicht erkennt. Beide amüsieren sich nach kurzer Zeit köstlich miteinander. Kurz verlässt der Gastgeber den Raum, kehrt aber bald darauf zurück und zieht ihr ein rosa Pantöffelchen, das er aus der Hosentasche hervorholt, an. Unten auf die Sohle schreibt der Fürst: „Ich hatte Dich lieb, seit ich Dich geseh'n, will ganz unter Deinem Pantöffelchen steh'n“. Dann geben sich beide zärtlich die Hände. Durch die große Glasscheibe, die den Ballsaal von diesem Raum trennt, beobachten die Ballgäste diese romantische, zärtliche Szene.

## Produktionsnotizen
Das rosa Pantöffelchen, im Herbst 1913 entstanden, passierte die Zensur am 4. Dezember 1913 und erlebte seine Uraufführung am 19. Dezember desselben Jahres. Die Länge des Zweiakters betrug 774 Meter. In Österreich-Ungarn lief der Streifen unter dem Titel Das rosa Pantofferl.
Dorrit Weixler und Franz Schwaiger waren unmittelbar vor Kriegsausbruch 1914 mehrfach Filmpartner. Ihren letzten großen Erfolg hatten sie 1914 in dem Lustspiel Fräulein Piccolo, ebenfalls unter Hofers Regie.
Bei Paula Hofer (1877–1953) handelt es sich um Franz Hofers Ehefrau Paula Klär, eine frühere Theaterschauspielerin.